# Pompage optique

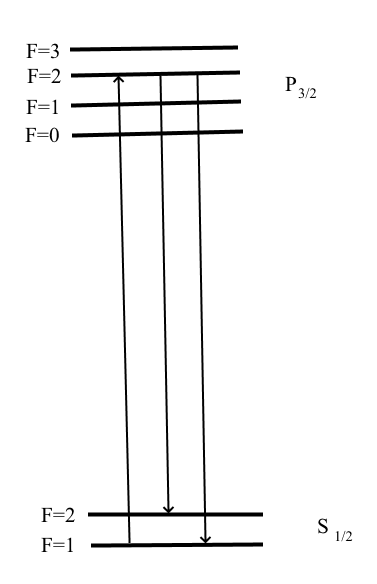
Diagramme de niveau atomique pour le pompage hyperfin

La technique du « pompage optique », élaborée en 1950, valut à Alfred Kastler le prix Nobel de physique en 1966. Cette technique permet de modifier les états des atomes à l'aide d'une irradiation lumineuse polarisée.
Les états atomiques se distinguent selon l'énergie emmagasinée par l'atome ; on les représente sur une échelle d'énergies, où les niveaux de faible énergie sont en bas de l'échelle, tandis que les niveaux de grande énergie sont en haut. L'état d'une vapeur atomique peut être représenté par la proportion ou le nombre d'atomes occupant chacun des niveaux de cette échelle (on dit encore la population de chaque niveau).
Selon sa polarisation, la lumière permet de modifier les états atomiques vers les basses énergies, ou bien vers les hautes énergies. Dans ce second cas, les atomes représentés sur l'échelle d'énergie deviennent progressivement plus nombreux dans les hautes énergies. Dans cette représentation, le processus de pompage peut être comparé à une pompe ordinaire, qui élève les molécules d'eau d'une canalisation basse vers un réservoir haut placé (au sommet d'un château d'eau par exemple). La lumière polarisée joue le rôle d'une "pompe" à atomes dans l'échelle des niveaux d'énergie.
Dans une population d'atomes en équilibre thermique, ce sont les niveaux d'énergie les plus bas qui sont les plus peuplés. Lorsqu'un processus de « pompage » produit un peuplement majoritaire d'atomes de hautes énergies, on dit qu'on a réalisé une « inversion de population ». L'inversion de population joue un rôle essentiel dans le fonctionnement des lasers. Le pompage optique, par illumination à l'aide d'un faisceau très intense, est une technique employée par exemple dans les lasers à rubis, où le pompage optique est réalisé grâce à un tube à décharge. Les inversions de population peuvent être réalisées par d'autres processus, inventés par la suite, et pour lesquels on a gardé le terme de « pompage », proposé initialement par le professeur Kastler.